# Ambasadorowie Chin w Nepalu
Chińska Republika Ludowa posiada w Federalnej Demokratycznej Republice Nepalu swojego przedstawiciela w randze ambasadora od 1955 roku.
| L.p. | Ambasador      | Okres pełnienia funkcji          |
| ---- | -------------- | -------------------------------- |
| 1.   | Pan Zili       | sierpień 1955 - luty 1956        |
| 2.   | Zhang Shijie   | kwiecień 1956 - sierpień 1960    |
| 3.   | Yang Gongsu    | sierpień 1960 - listopad 1965    |
| 4.   | Wang Ze        | lipiec 1969 - sierpień 1972      |
| 5.   | Cao Chi        | wrzesień 1972 - listopad 1977    |
| 6.   | Peng Guangwei  | styczeń 1978 - kwiecień 1981     |
| 7.   | Ma Muming      | maj 1981 - październik 1983      |
| 8.   | Tu Guowei      | styczeń 1984 - marzec 1987       |
| 9.   | Li Debiao      | kwiecień 1987 - sierpień 1991    |
| 10.  | Shao Jiongchu  | październik 1991 - listopad 1995 |
| 11.  | Zhang Jiuhuan  | listopad 1995 - maj 1998         |
| 12.  | Zeng Xuyong    | maj 1998 - lipiec 2001           |
| 13.  | Wu Congyong    | grudzień 2001 - wrzesień 2003    |
| 14.  | Sun Heping     | wrzesień 2003 - marzec 2007      |
| 15.  | Zheng Xianglin | kwiecień 2007 - listopad 2008    |
| 16.  | Qiu Guohong    | od listopada 2008                |